# NGC 89
NGC 89 је спирална галаксија у сазвежђу Феникс која се налази на NGC листи објеката дубоког неба.
Деклинација објекта је - 48° 39' 55" а ректасцензија 0h 21m 24,3s. Привидна величина (магнитуда) објекта NGC 89 износи 13,3 а фотографска магнитуда 14,2. NGC 89 је још познат и под ознакама ESO 194-11, AM 0018-485, PGC 1374.